# Samsung Electro-Mechanics
Samsung Electro-Mechanics (SEM, кор. 삼성 전기, кит. 三星 電機) — международная южнокорейская компания по производству электронных компонентов со штаб-квартирой в Сувоне, Кёнгидо. Дочерняя компания Samsung Group.
Компания производит такие компоненты, как MLCC, модули камер, сетевые модули и полупроводниковые подложки.

## История
Samsung Electro-Mechanics — одна из самых значимых дочерних компаний корпорации Samsung Group. Она занимает ведущие позиции на рынке электронных компонентов и является гордостью технической индустрии Южной Кореи. Компания Samsung Electro-Mechanics была основана в 1973 году и начала свою деятельность как производитель некоторых электронных компонентов. Однако с течением времени она значительно расширила свой ассортимент продукции и стала важным поставщиком различных электронных компонентов для многих крупных технологических компаний по всему миру. Под руководством высококвалифицированной команды инженеров и сотрудников, Samsung Electro-Mechanics стремилась к постоянному инновационному развитию своих продуктов и принципам устойчивого развития.
Один из главных принципов компании Samsung Electro-Mechanics — предоставление высококачественных продуктов и услуг, которые отвечают ожиданиям и потребностям клиентов. Благодаря стратегическому партнерству с различными технологическими компаниями, Samsung Electro-Mechanics играет важную роль в разработке и производстве инновационных продуктов, таких как смартфоны, планшеты, оборудование для передачи данных и другие электронные устройства.
Сегодня Samsung Electro-Mechanics активно применяет передовые технологии, такие как 5G, искусственный интеллект и Интернет вещей (IoT). Компания уделяет большое внимание исследованиям и разработкам в области новых энергетических и экологических технологий. Благодаря этому, Samsung Electro-Mechanics не только приобщается к передовым инновациям, но и активно вносит свой вклад в развитие экологически устойчивой.

## Экономические показатели
Samsung Electro-Mechanics продемонстрировала положительные финансовые результаты за второй квартал 2024 года. Выручка компании составила 2,58 трлн корейских вон, что на 16% выше по сравнению с аналогичным периодом прошлого года. Операционная прибыль достигла 208,1 млрд вон, увеличившись на 2% год к году. Несмотря на снижение доходов по сравнению с предыдущим кварталом, операционная прибыль выросла на 15%, что связано с увеличением продаж высокопроизводительных компонентов, таких как автомобильные многослойные керамические конденсаторы (MLCC) и серверные подложки.

## Мобильные датчики изображения
За всё время Samsung Electro-Mechanics создала 54 сенсора.
| Модели |
| --- |
| ISOCELL GNK ISOCELL 3LU ISOCELL HP2 ISOCELL HP3 ISOCELL GN3 ISOCELL HM6 ISOCELL HP1 ISOCELL GN5 ISOCELL GM5 ISOCELL JN1 ISOCELL GN2 ISOCELL HM3 ISOCELL JD1 ISOCELL GW3 ISOCELL HM2 ISOCELL GN1 ISOCELL HM1 ISOCELL GH1 ISOCELL GW2 ISOCELL HMX ISOCELL GM2 ISOCELL GW1 ISOCELL 3T2 ISOCELL GD1 ISOCELL 3J1 ISOCELL 2L4 ISOCELL 4HA ISOCELL 3M5 ISOCELL 3T1 ISOCELL 5E9 ISOCELL 3L6 ISOCELL 3P9 ISOCELL 2X5 ISOCELL 4H7 ISOCELL 2X7 ISOCELL 2T7 ISOCELL 5F1 ISOCELL GM1 ISOCELL 3P8 ISOCELL 2P7 ISOCELL 2P6 ISOCELL 3L8 ISOCELL 3M3 ISOCELL 3L2 ISOCELL 2L5 ISOCELL 2L7 ISOCELL 2L7 ISOCELL 2L1 ISOCELL 2L2 ISOCELL 2LQ ISOCELL 4H8 ISOCELL 3H1 |

## Автомобильные датчики изображения
| название         | разрешение  | размер пикселя | оптимальный формат | запись видео | HDR    |
| ---------------- | ----------- | -------------- | ------------------ | ------------ | ------ |
| ISOCELL Auto 3B6 | 1920 x 1536 | 3.0 pm         | 1/2.4              | 60 FPS       | 120 бм |
| ISOCELL Auto 1H1 | 3840 x 2160 | 2.1 pm         | 1/1.7              | 36 FPS       | 120 бм |
| ISOCELL Auto 4AC | 1280 x 860  | 3.0 pm         | 1/3.7              | 60 FPS       | 120 бм |

## Продукты
- MLCC (многослойный керамический конденсатор)
- Модули камер
- Жёсткие гибкие печатные платы

## Заводы

### Заводы и офисы на территории Кореи
- Сувон — штаб-квартира и главный завод
- Седжон — завод в Седжоне
- Пусан — завод в Пусане
- Сеул — офис в Сеуле

### Заводы за границей
- Тяньцзинь — Tianjin Samsung Electro-Mechanics Co., Ltd.
- Тяньцзинь — Gaoxin Samsung High-Tech Electro-Mechanics (Tianjin) Co., Ltd.
- Каламба — Samsung Electro-Mechanics Philippines Corp.
- Бангкок — Samsung Electro-Mechanics Thailand Co., Ltd.
- Тайнгуен — Samsung Electro-Mechanics Vietnam Co., Ltd.

### Офисы исследования и разработок
- Бангалор — Samsung Electro-Mechanics Bangalore
- Сувон — HQ & Suwon Plant

## Управление
По состоянию на январь 2020 года Совет директоров Samsung Electro-Mechanics состоит из 3 внутренних директоров и 4 внешних директоров, а в составе Совета директоров имеется 5 подкомитетов — Комитет по вознаграждениям, Комитет по управлению, Комитет по аудиту, Комитет по назначениям внешних директоров и Комитет по внутренней торговле. В настоящее время внешний директор является председателем совета директоров Samsung Electro-Mechanics.